# Borkumer Kleinbahn
| Regelzug im Stadtbahnhof „Borkum“ |                     |                                                         |                                                         |
| Streckennummer (DB): | 9153                |                                                         |                                                         |
| Kursbuchstrecke (DB): | 10000               |                                                         |                                                         |
| Streckenlänge: | 7,5 km              |                                                         |                                                         |
| Spurweite: | 900 mm (Schmalspur) |                                                         |                                                         |
| Streckengeschwindigkeit: | 50 km/h             |                                                         |                                                         |
| Zweigleisigkeit: | Borkum – Reede      |                                                         |                                                         |
| |                     |                                                         |                                                         |
| ORM-Karte\| \| \| Ostlandbahn, zum Bw Barbaraweg bis 1958 \| \| \| \| 0,00 \| Borkum \| Borkum \| \| \| \| Nordstrandbahn, Postgleis bis 1975 \| \| \| \| \| \| \| \| \| 0,30 \| Lokschuppen/Bahnbetriebswerk \| Lokschuppen/Bahnbetriebswerk \| \| \| \| Güterbahnhof \| \| \| \| \| Nordstrandbahn, bis 1953/1968 \| \| \| \| \| \| \| \| \| 0,35 \| Wagenhalle \| Wagenhalle \| \| \| \| \| \| \| \| \| \| \| \| \| 0,4 \| Strandbatterie / Fort Lüderitz, bis 1972 \| Strandbatterie / Fort Lüderitz, bis 1972 \| \| \| 1,0 \| Elektrischer Leuchtturm, Rettungs- \| Elektrischer Leuchtturm, Rettungs- \| \| \| \| Bootsschuppen u. Südbatterie, bis 1933 \| \| \| \| \| Elektrischer Leuchtturm, Rettungs- \| \| \| \| \| Bootsschuppen u. Südbatterie, 1933–1957 \| \| \| \| 1,80 \| Jakob-van-Dyken-Weg \| Jakob-van-Dyken-Weg \| \| \| 2,2 \| Gaswerk u. Schlachthof, 1910 bis 1972 \| Gaswerk u. Schlachthof, 1910 bis 1972 \| \| \| \| Schlütergleis (Ostumfahrung v. Borkum), 1944–1947 \| \| \| \| \| Zwischen km 2,7 und km 6,9 von 1989 bis 1994 eingleisig \| \| \| \| 2,9 \| Pumpstation (ehemalige Zuglaufmeldestelle) \| Pumpstation (ehemalige Zuglaufmeldestelle) \| \| \| 3,2 \| Munitionsdepot Seeflugstation \| Munitionsdepot Seeflugstation \| \| \| 3,4 \| Batterie Strasser \| Batterie Strasser \| \| \| 3,83 \| Deichdurchlass \| Deichdurchlass \| \| \| 4,0 \| ehemals: Pfahlbrücke, 1896 \| ehemals: Pfahlbrücke, 1896 \| \| \| 5,2 \| Batterie Borkum II \| Batterie Borkum II \| \| \| \| zum neuen Hafen \| \| \| \| 6,5 \| Neuer Hafen \| Neuer Hafen \| \| \| \| Zwischen km 2,7 und km 6,9 von 1989 bis 1994 eingleisig \| \| \| \| 7,0 \| ehemals: Pfahlbrücke, 1895 \| ehemals: Pfahlbrücke, 1895 \| \| \| \| Anschluss Kaserne Borkum-Reede, bis 1965 \| \| \| \| \| \| \| \| \| 7,42 \| Hafen (Güterverladung) \| Hafen (Güterverladung) \| \| \| 7,44 \| Reede \| Reede \| \| \| \| Fähre der AG Ems nach Emden Außenhafen u. Eemshaven \| \| |                     |                                                         |                                                         |
| Strecke (außer Betrieb) |                     | Ostlandbahn, zum Bw Barbaraweg bis 1958                 | Ostlandbahn, zum Bw Barbaraweg bis 1958                 |
| Kopfbahnhof Strecke bis hier außer Betrieb | 0,00                | Borkum                                                  | Borkum                                                  |
| Abzweig geradeaus, ehemals nach rechts und ehemals von rechts |                     | Nordstrandbahn, Postgleis bis 1975                      | Nordstrandbahn, Postgleis bis 1975                      |
| Strecke von links · Abzweig geradeaus und nach rechts |                     |                                                         |                                                         |
| Betriebs-/Güterbahnhof Strecke ab hier außer Betrieb · Abzweig geradeaus und ehemals nach links · Strecke von rechts (außer Betrieb) | 0,30                | Lokschuppen/Bahnbetriebswerk                            | Lokschuppen/Bahnbetriebswerk                            |
| Strecke (außer Betrieb) · Strecke · Dienststation / Betriebs- oder Güterbahnhof (Strecke außer Betrieb) |                     | Güterbahnhof                                            | Güterbahnhof                                            |
| Abzweig geradeaus und von rechts (Strecke außer Betrieb) · Strecke · Strecke (außer Betrieb) |                     | Nordstrandbahn, bis 1953/1968                           | Nordstrandbahn, bis 1953/1968                           |
| Strecke nach links (außer Betrieb) · Abzweig geradeaus und ehemals von rechts · Strecke (außer Betrieb) |                     |                                                         |                                                         |
| Betriebs-/Güterbahnhof Streckenanfang · Strecke · Strecke (außer Betrieb) | 0,35                | Wagenhalle                                              | Wagenhalle                                              |
| Strecke nach links · Abzweig geradeaus und von rechts · Strecke (außer Betrieb) |                     |                                                         |                                                         |
| Abzweig geradeaus und ehemals von links · Strecke nach rechts (außer Betrieb) |                     |                                                         |                                                         |
| Abzweig geradeaus und ehemals von rechts | 0,4                 | Strandbatterie / Fort Lüderitz, bis 1972                | Strandbatterie / Fort Lüderitz, bis 1972                |
| Abzweig geradeaus und ehemals nach rechts | 1,0                 | Elektrischer Leuchtturm, Rettungs-                      | Elektrischer Leuchtturm, Rettungs-                      |
| Strecke |                     | Bootsschuppen u. Südbatterie, bis 1933                  | Bootsschuppen u. Südbatterie, bis 1933                  |
| Abzweig geradeaus und ehemals von rechts |                     | Elektrischer Leuchtturm, Rettungs-                      | Elektrischer Leuchtturm, Rettungs-                      |
| Strecke |                     | Bootsschuppen u. Südbatterie, 1933–1957                 | Bootsschuppen u. Südbatterie, 1933–1957                 |
| Haltepunkt / Haltestelle | 1,80                | Jakob-van-Dyken-Weg                                     | Jakob-van-Dyken-Weg                                     |
| Abzweig geradeaus und ehemals von links | 2,2                 | Gaswerk u. Schlachthof, 1910 bis 1972                   | Gaswerk u. Schlachthof, 1910 bis 1972                   |
| Abzweig geradeaus und ehemals von links |                     | Schlütergleis (Ostumfahrung v. Borkum), 1944–1947       | Schlütergleis (Ostumfahrung v. Borkum), 1944–1947       |
| Strecke |                     | Zwischen km 2,7 und km 6,9 von 1989 bis 1994 eingleisig | Zwischen km 2,7 und km 6,9 von 1989 bis 1994 eingleisig |
| Strecke | 2,9                 | Pumpstation (ehemalige Zuglaufmeldestelle)              | Pumpstation (ehemalige Zuglaufmeldestelle)              |
| Abzweig geradeaus und ehemals von rechts | 3,2                 | Munitionsdepot Seeflugstation                           | Munitionsdepot Seeflugstation                           |
| Abzweig geradeaus und ehemals von rechts | 3,4                 | Batterie Strasser                                       | Batterie Strasser                                       |
| | 3,83                | Deichdurchlass                                          | Deichdurchlass                                          |
| Brücke über Wasserlauf | 4,0                 | ehemals: Pfahlbrücke, 1896                              | ehemals: Pfahlbrücke, 1896                              |
| Abzweig geradeaus und ehemals nach links | 5,2                 | Batterie Borkum II                                      | Batterie Borkum II                                      |
| Abzweig geradeaus und ehemals nach rechts |                     | zum neuen Hafen                                         | zum neuen Hafen                                         |
| ehemaliger Haltepunkt / Haltestelle | 6,5                 | Neuer Hafen                                             | Neuer Hafen                                             |
| Strecke |                     | Zwischen km 2,7 und km 6,9 von 1989 bis 1994 eingleisig | Zwischen km 2,7 und km 6,9 von 1989 bis 1994 eingleisig |
| Brücke über Wasserlauf | 7,0                 | ehemals: Pfahlbrücke, 1895                              | ehemals: Pfahlbrücke, 1895                              |
| Strecke · Strecke (außer Betrieb) |                     | Anschluss Kaserne Borkum-Reede, bis 1965                | Anschluss Kaserne Borkum-Reede, bis 1965                |
| Abzweig geradeaus und ehemals nach links · Abzweig geradeaus und von rechts (Strecke außer Betrieb) |                     |                                                         |                                                         |
| Strecke · Betriebs-/Güterbahnhof Streckenende (Strecke außer Betrieb) | 7,42                | Hafen (Güterverladung)                                  | Hafen (Güterverladung)                                  |
| Kopfbahnhof Streckenende | 7,44                | Reede                                                   | Reede                                                   |
| |                     | Fähre der AG Ems nach Emden Außenhafen u. Eemshaven     |                                                         |

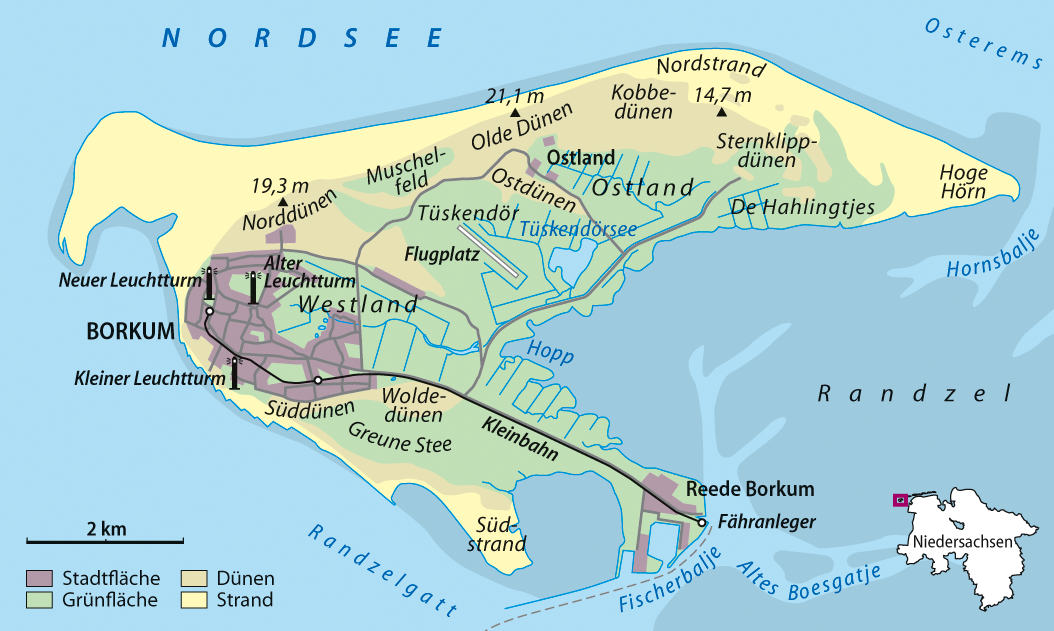
Übersichtskarte der Insel Borkum mit Verlauf der Inselbahn

Die Borkumer Kleinbahn (BKB) ist eine Schmalspurbahn mit einer Spurweite von 900 mm auf der ostfriesischen Nordseeinsel Borkum. Es gibt drei Stationen. Die Strecke ist hier bis heute eine wichtige Verkehrsader. Die Borkumer Inselbahn ist eine Nebenbahn, nennt sich aber weiterhin Kleinbahn. Sie ist die letzte zweigleisige Schmalspurbahn in Niedersachsen.

## Geschichte

### Pferdebahn
1879 wurde eine Pferdebahn in der Spurweite 900 mm errichtet, um das Baumaterial für den Bau des Neuen Leuchtturms von der Entladestelle der Schiffe am Hopp, an der Ostseite der Insel, zur Baustelle an der Westseite der Insel zu bringen.

### Kleinbahn

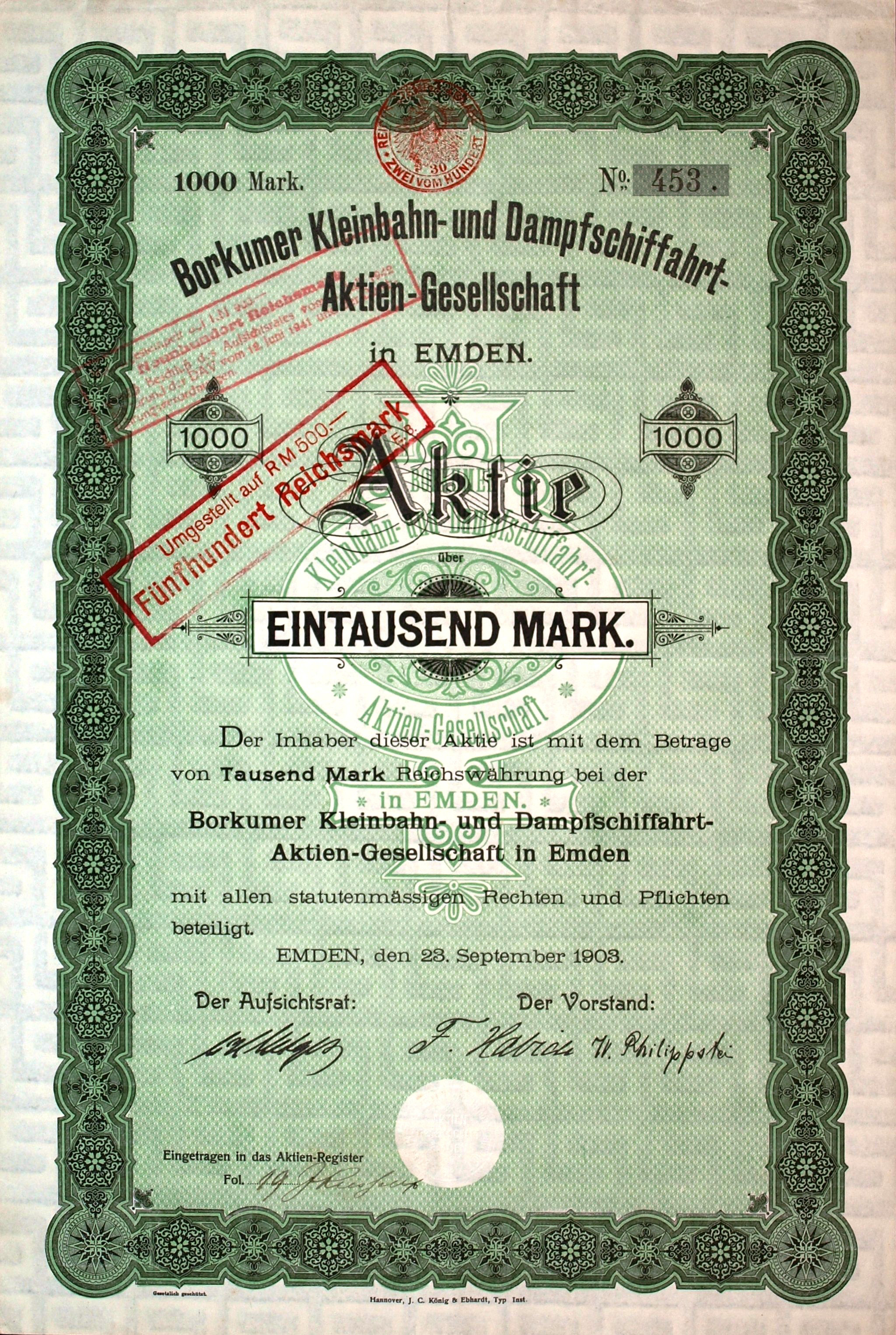
Borkumer Kleinbahn- und Dampfschiffahrt-AG, Aktie über 1000 Mark, Gründeraktie vom 23. September 1903

1885 wurde, nach längeren Verhandlungen zwischen dem Bauunternehmen und Betreiber der Pferdebahn, Habich & Goth, der Stadt Emden und der Finanzdirektion Hannover ersterem eine Konzession zum Betrieb einer Eisenbahn aufgrund des Preußischen Eisenbahngesetzes von 1838 auf 30 Jahre zwischen einer neu zu errichtenden Landungsbrücke und der Gemeinde Borkum erteilt – ursprünglich noch für Pferdebahnbetrieb. Ab 1887/1888 wurde diese Bahn dann aber für Lokomotivbetrieb gebaut, nachdem Kapazitätsengpässe bei Habich & Goth den Beginn der Bauarbeiten zunächst verzögert hatten. Dazu wurde der östliche Teil der Strecke neu trassiert und eine Anlegestelle für die Fähren vom Festland an der Stelle errichtet, wo sie sich noch heute befindet. Diese Bahn wurde am 15. Juni 1888 in Betrieb genommen und ermöglichte es Borkum überhaupt erst, zu einem bedeutenden Seebad aufzusteigen.

„Statt vom Landungsplatz auf hartem Bretterwagen in’s Dorf zu rumpeln, fährt man [nun] gelinde per Eisenbahn.“

Von der Stammstrecke abzweigend wurden eine Reihe von Gleisanschlüssen verlegt und eine Strecke angeschlossen, mit der das Wasser- und Schifffahrtsamt Material zum Ausbau und Unterhalt der westlichen Schutzbauwerke gegen Sturmfluten transportierte. Diese wurde später auch im Personenverkehr zum Nordstrand bedient und erhielt die Bezeichnung Nordstrandbahn.
In der Anfangszeit der Bahn mussten die Betreiber immer wieder auf Zerstörungen an der Bahn durch Sturmfluten reagieren. So wurde der östliche Teil der Strecke zunächst im Watt verlegt, dann auf einem befestigten Sanddamm und, als dieser Sturmfluten nicht standhielt, wurde er 1895 und 1896 an zwei Stellen durch eine Pfahlbrücke ersetzt, die wiederum bis 1910 erneut in einen Damm umgebaut wurden. Das wirtschaftliche Risiko der Bahn erwies sich deshalb für eine private Firma wie Habich & Goth als zu hoch. Befördert durch den Staat kam es schließlich 1902 zur Gründung einer Aktiengesellschaft zwischen Habich & Goth und der AG Ems, die den Namen Borkumer Kleinbahn- und Dampfschiffahrt-AG erhielt. Dieser wurde der Betrieb der Bahn 1903 nach dem Preußischen Kleinbahngesetz auf 75 Jahre konzessioniert. Bis 1905 gelang es der BKB dann auch, alle Betriebsgrundstücke vom Staat zu erwerben oder in Erbpacht zu übernehmen.

### Marinebahn
Nachdem Kaiser Wilhelm II. der Insel Borkum 1902 den Status einer Seefestung verliehen hatte, wurde ab 1908 die Stammstrecke zwischen Anleger und Ortschaft Borkum für die Baumaterialtransporte und den Militärverkehr mit Hilfe des Deutschen Reiches durch die BKB zweigleisig ausgebaut. Der Betrieb erfolgte zunächst in der Form, dass auf einem Gleis ausschließlich der Zivilverkehr, auf dem anderen die Bauzüge für das Militär verkehrten. Die Verbindungsweichen waren verschlossen. Der genaue Zeitpunkt, ab wann hier gemischter ziviler und militärischer Verkehr stattfand ist unklar, vermutlich seit 1912. Die Strecke wurde damit eine der wenigen Schmalspurbahnen in Deutschland, die einen zweigleisigen Betrieb aufweisen. Zahlreiche militärische Anlagen wurden nun auf der Insel durch die Kaiserliche Marine errichtet und alle mit einem Gleisanschluss versehen. Damit das möglich wurde, errichtete die Marine in Fortsetzung der Stammbahn, jenseits des Bahnhofs Borkum, die Ostlandbahn, eine Marinebahn.
Im Ersten Weltkrieg spielte die Seefestung Borkum keine Rolle. Kein einziger Schuss wurde auf die Insel abgefeuert. Die Bahnstrecken dort waren dagegen auf eine Länge von mehr als 30 Kilometer angewachsen. 1938 lagen auf Borkum gar 45 Kilometer Gleis und auf der Stammstrecke zwischen Reede und Bahnhof wurden bis zu 50 Fahrten pro Tag durchgeführt. Der Fuhrpark der BKB bestand damals aus sechs Dampflokomotiven sowie 70 Wagen.
Ab 1942 war der Betrieb der BKB dem Transportkommandanten der Festung Borkum, Oberleutnant Schlüter, unterstellt. Deren Schäden durch Luftangriffe im Zweiten Weltkrieg hielten sich in Grenzen. Beim heftigsten Luftangriff auf die Bahnanlagen am 5. August 1944 wurden einige Gleise im Ortsgebiet von Borkum und eine Dampflokomotive zerstört.

### Nach dem Zweiten Weltkrieg

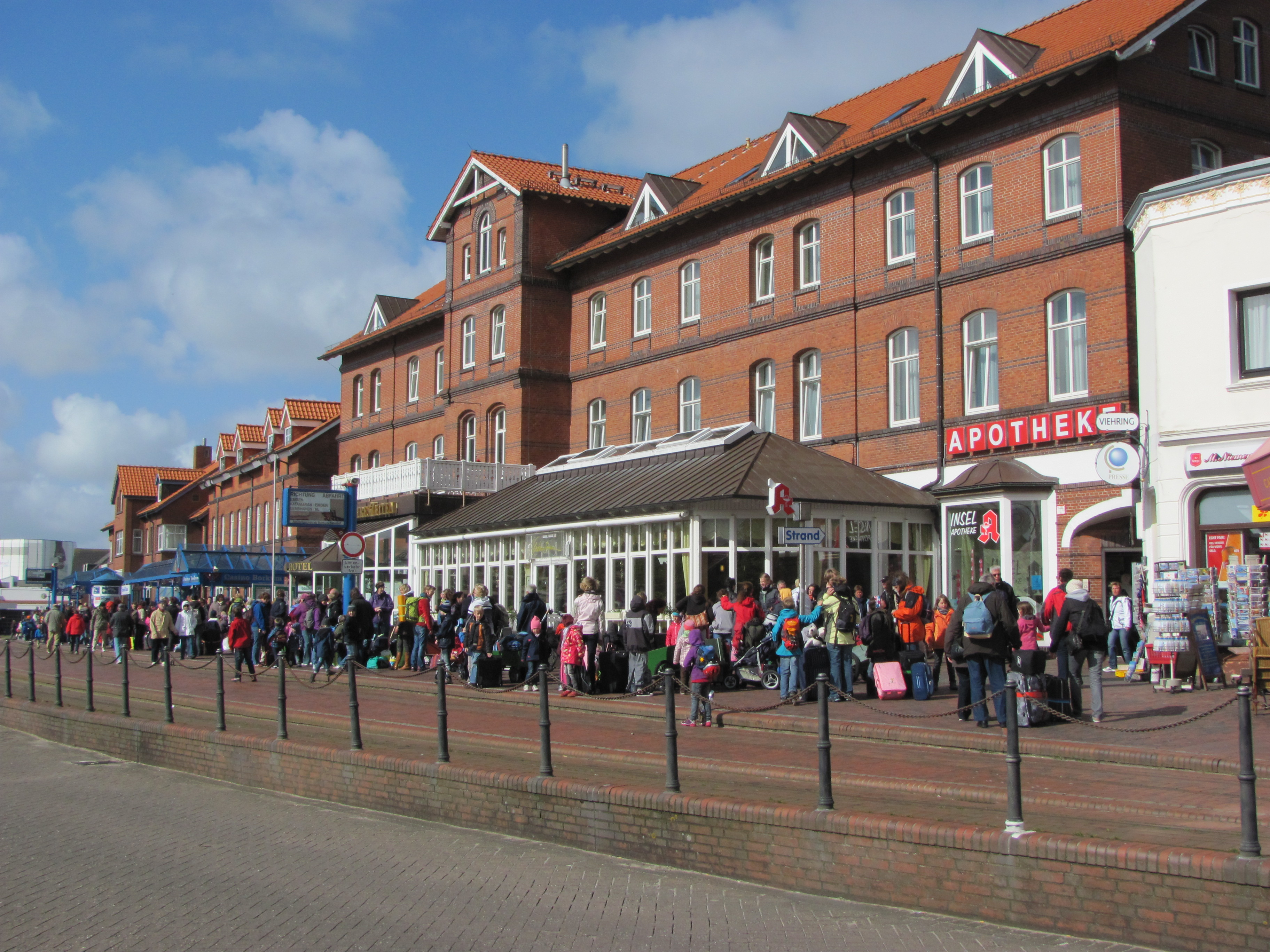
Die Inselbahn als Massenverkehrsmittel – Bahnhof Borkum (2012, vor Umbau)
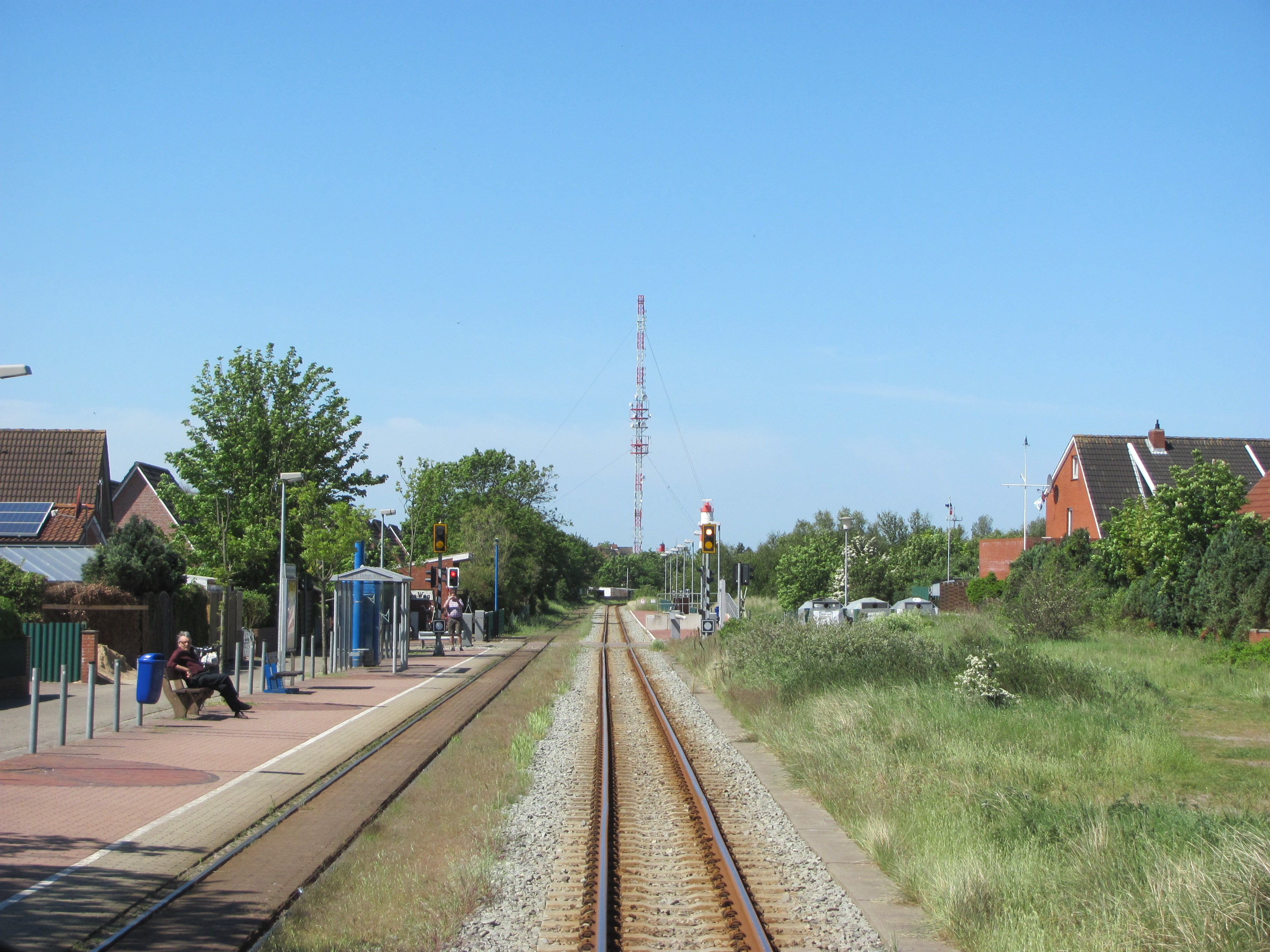
Haltepunkt Jakob-van-Dyken-Weg (2012, vor Umbau)
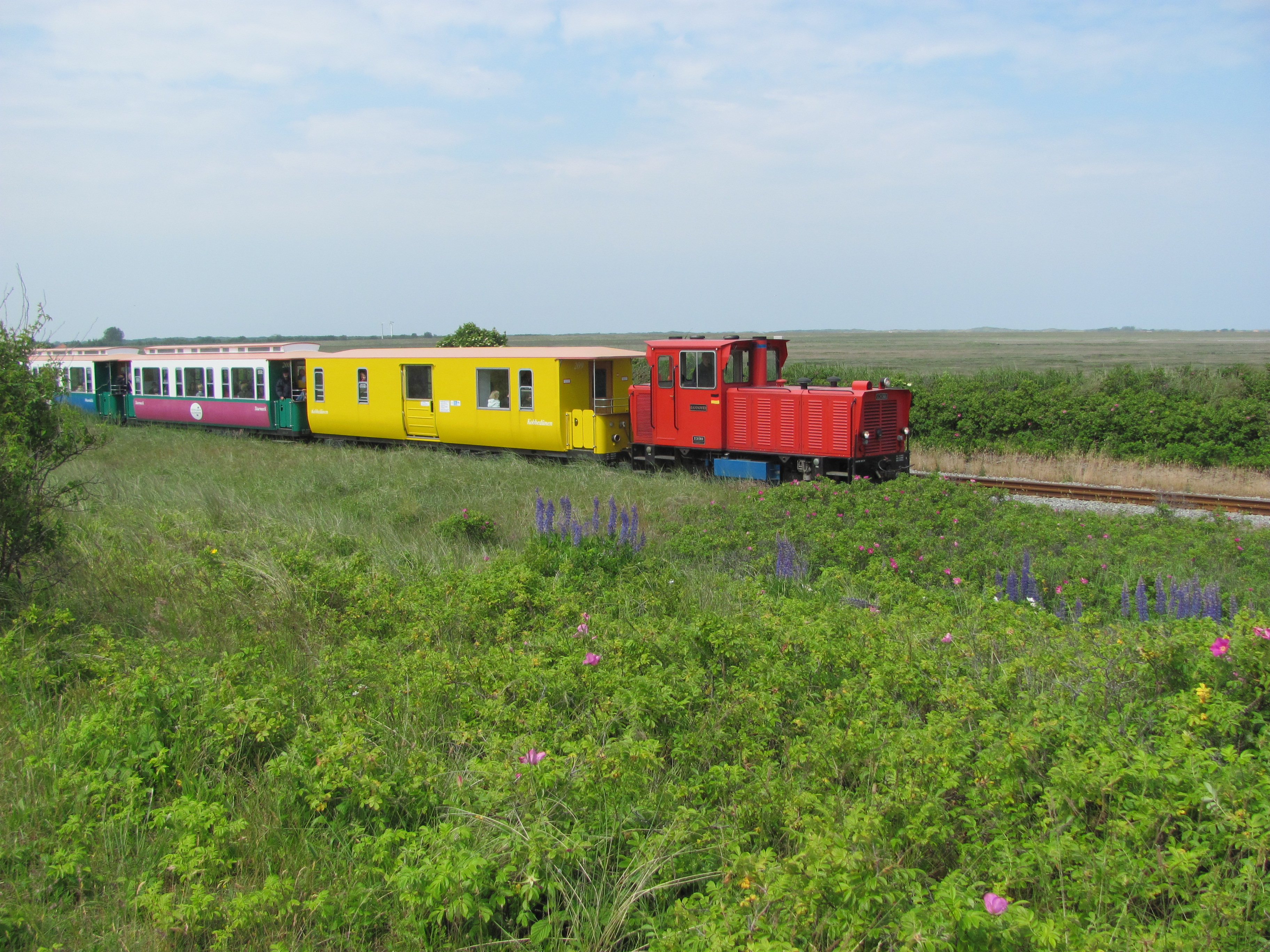
Zug unterwegs
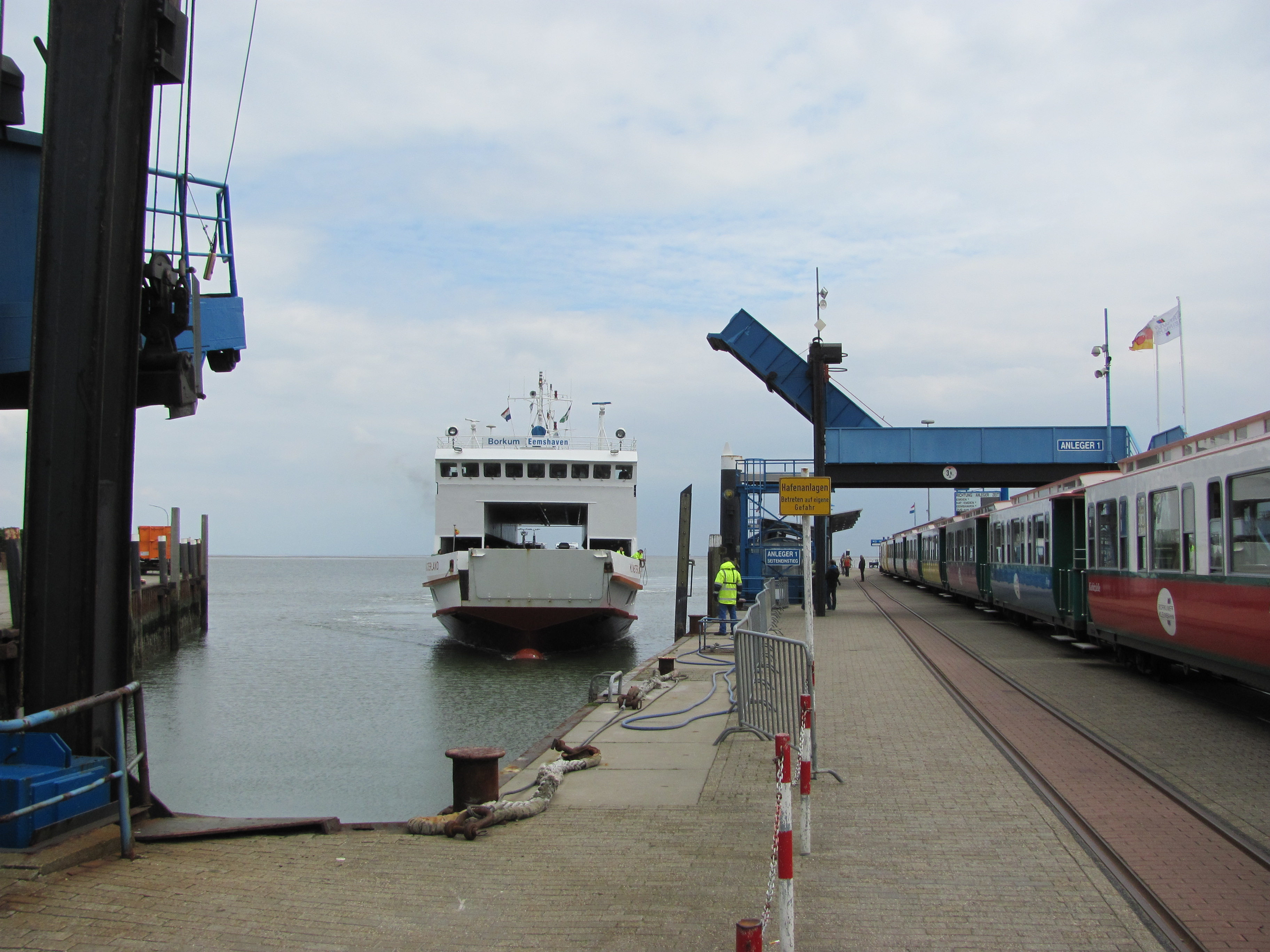
Hafenbahnhof: Umsteigen zwischen Schiff und Zug (2012, vor Umbau)

Nach dem Zweiten Weltkrieg konnte die BKB ihren Verkehr am 8. Juni 1945 wieder aufnehmen – allerdings wegen des Kohlemangels nur sehr eingeschränkt. Zahlreiche Eisenbahnfahrzeuge des Militärs, darunter auch Diesellokomotiven, ein Triebwagen, 32 Personenzugwagen und 175 Güterwagen aus dessen Bestand wurden von der Militärregierung der Britischen Besatzungszone der BKB überlassen.
1953 wurde der Regelverkehr auf der Nordstrandbahn aufgegeben, da der Strand vor die Promenade zurück gewandert war und der Badebetrieb sich wieder vor die Promenade verlagert hatte. 1968 wurde die Strecke ein letztes Mal mit einem Sonderzug befahren und dann abgebrochen.
Seit den 1950er Jahren machte sich der wirtschaftliche Druck auf die Bahn bemerkbar, den der konkurrierende Verkehr auf der im Krieg vom Militär errichteten und seit 1944 für den Zivilverkehr freigegebenen, parallel zur Eisenbahnstrecke von der Reede in die Ortschaft Borkum führenden Straße verursachte. Dies führte zu ständigen Rationalisierungsmaßnahmen und 1960 erstmals zu einer Studie, ob das Verkehrsaufkommen der Bahn nicht auf die Straße verlagert werden könne. Die Unmöglichkeit, Busse in einer für Verkehrsspitzen ausreichenden Zahl vorzuhalten, ließen den Plan wieder in der Schublade verschwinden. 1961 übernahm die AG Ems auch die Aktien der Kleinbahn AG, die sich noch nicht in ihrem Besitz befanden, und wandelte die Kleinbahn in eine GmbH um.
Die Sturmflut vom 17. Februar 1962 zerstörte ca. 900 Meter des Wattdammes, auf dem die Bahnstrecke unmittelbar westlich des Hafens verläuft. Zunächst für die Übergangszeit, bis der Schaden repariert war, schließlich aber auch dauerhaft, beschaffte sich die BKB Omnibusse für den Stadtverkehr und nahm damit ihren heute noch bestehenden Linienbusbetrieb auf.

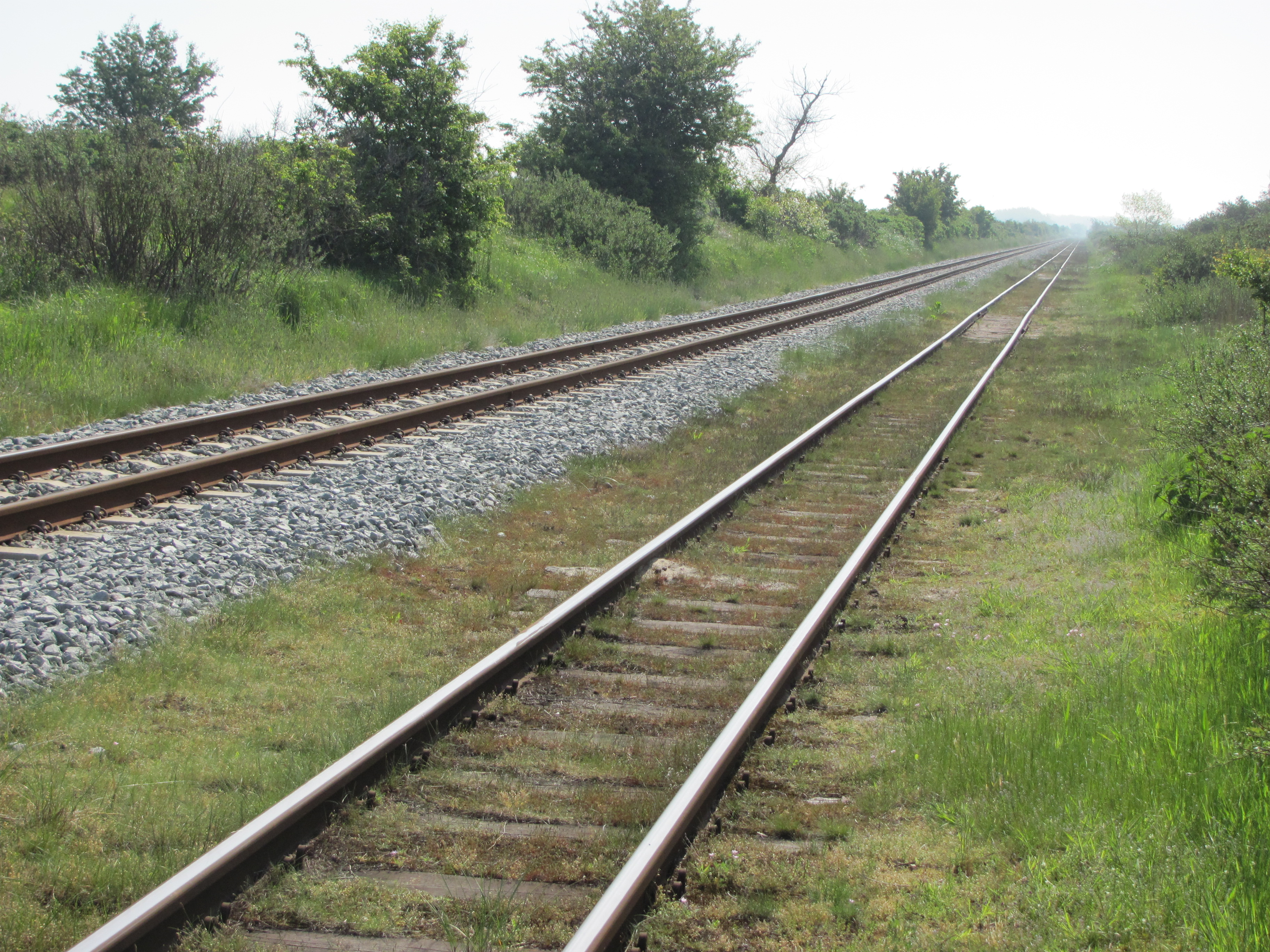
Links das östliche Gleis von 2007 mit massivem Oberbau, rechts das westliche aus dem Winter 1993/1994 in einfacher Ausführung mit Holzschwellen verlegt im Sand

In den 1970er Jahren geriet die Inselbahn in wirtschaftliche Turbulenzen. 1968 wurde die erste Autofähre nach Borkum in Betrieb genommen. Dies führte dazu, dass der Güterverkehr zunehmend mit Lkw abgewickelt wurde und der Güterverkehr der Bahn auf die Dauer zum Erliegen kam. Der Güterbahnhof Borkum wurde 1972 aufgegeben. Ebenfalls 1968 wurde der Eisenbahnverkehr auf die Sommersaison beschränkt, außerhalb der Saison bis 1994 Schienenersatzverkehr durchgeführt. 1978 lief die auf 75 Jahre lautende Konzession der BKB aus und wurde um 50 Jahre bis 2028 verlängert.
1980/1981 wurde in einer Studie untersucht, ob die Kleinbahn nicht durch eine Magnetschwebebahn ersetzt werden sollte. Davon wurde allerdings aus verschiedenen Gründen Abstand genommen. Letztes bauliches Relikt dieser Überlegungen sind die neuen Werkstatthallen des Bahnbetriebswerks, die so konstruiert wurden, dass sie auch für eine Magnetschwebebahn hätten verwendet werden können.
Bei einem Versuch, Kosten der Kleinbahn einzusparen, wurde 1989 das zweite Gleis im Streckenabschnitt Hafen bis zum sogenannten Weertsgatt ausgebaut und der Betrieb dort eingleisig fortgeführt. Das aber bewährte sich nicht. Da die Züge Anschlüsse zu gezeitenabhängigen Fährverbindungen herstellen, wurde der Fahrplan im eingleisigen Betrieb sehr störanfällig. Die Bedeutung der Bahn nahm infolge des immer stärker werdenden Tourismus so zu, dass weiter erheblich in die Bahn investiert wurde. Dazu zählen für die Fahrgäste das neue Empfangsgebäude des Bahnhofs Borkum (1991), die Wiederverlegung des zweiten Gleises 1993 und die Anschaffung zweier je neun Wagen starker Zuggarnituren für den fahrplanmäßigen Verkehr, die seit 1994 im Einsatz sind. Seitdem fährt die Bahn auch wieder ganzjährig. 1998 konnten die letzten Betriebsgrundstücke, die lediglich in Erbpacht vom Land Niedersachsen gehalten wurden, von der BKB gekauft werden. Im Sommer 2006 wurden umfangreiche Bauarbeiten an der Eisenbahninfrastruktur durchgeführt. So erhielt der Haltepunkt „Jakob-van-Dyken-Weg“ neue Bahnsteige und neue Wartehäuschen. Im Winter 2007/2008 schließlich wurde das aus den 1980er Jahren stammende östliche Gleis komplett neu gebaut, mit schwererem Profil und erstmals mit Betonschwellen in Schotter. Im Winter 2013/2014 passierte ähnliches mit dem anderen Gleis: Die alten Schienen wurden mit neuen Betonschwellen in neuem Schotterbett verlegt. In den Jahren 2023/2024 wurden die Bahnsteige an allen drei Stationen mit einer Höhe von 72 Zentimetern (zuvor 15 Zentimeter) neugebaut. Dabei wurde an der Reede auch ein drittes Gleis neu verlegt.

## Betrieb

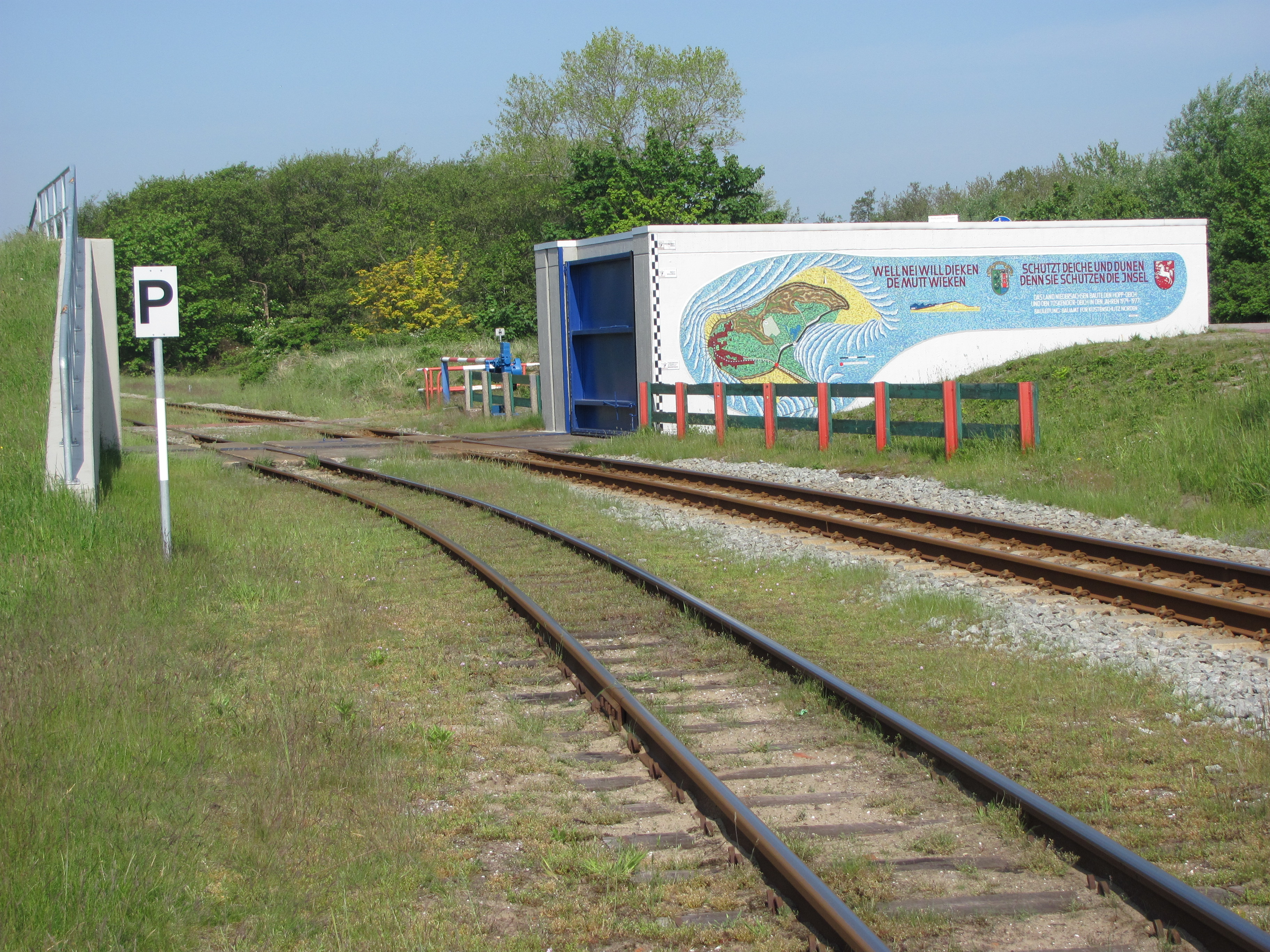
Deichtor, das den Durchgang der Strecke durch den Außendeich sichert

### Strecke
Die Bahn wird heute von der Borkumer Kleinbahn und Dampfschiffahrt GmbH betrieben. Die einzig verbliebene Strecke, die vom Hafen in den Ort, ist rund 7½ Kilometer lang. Die Strecke wird im Normalbetrieb im Rechtsverkehr befahren, ist aber so ausgestattet, dass Gleiswechselbetrieb möglich ist. Die Strecke durchfährt den Außendeich von Borkum. Dieser ist hier im Fall einer Sturmflut durch ein Deichtor versperrbar.

### Zugsicherung
Die Strecke ist mit Trapeztafeln in Blockstellen eingeteilt. Seit Dezember 2015 wird die Zugsicherung auf der Borkumer Kleinbahn durch Technisch unterstützten Zugleitbetrieb durchgeführt. Um in einen Abschnitt einfahren zu dürfen, benötigt der Triebfahrzeugführer eine Fahrerlaubnis der Zugleitstelle. Triebfahrzeugführer und Zugleitstelle verständigen sich über Sprechfunk.
Die Bahnübergänge im gesamten Stadtgebiet – zuvor bis auf einen nicht technisch gesichert – wurden ab 2004, die meisten 2006, mit Halbschranken und Lichtzeichenanlagen ausgerüstet. Gleisseitig sind die Bahnübergänge mit Überwachungssignalen versehen. Die Anlagen werden vom Zug automatisch bei Überfahren einer Induktionsschleife in entsprechendem Abstand vor dem Bahnübergang eingeschaltet. Vor 2006 war es im Durchschnitt im Jahr zu zwei bis drei Kollisionen zwischen Zügen und Kraftfahrzeugen gekommen.

### Verkehr
Seit Juli 2007 verkehren die Regelpersonenzüge in Sandwich-Bespannung: Lok – Wagen – Lok. Die an der Spitze fahrende Lokomotive zieht den Zug, während die Lok am Zugende nur mitläuft. Dieses Verfahren erspart das Umsetzen der Lokomotiven an den Endbahnhöfen. Zusätzlich zu diesem Regelverkehr wird in der Saison planmäßig einmal in der Woche eine Fahrt mit dem Wismarer Schienenbus T1 (Baujahr 1940, „Schweineschnäuzchen“) und – meist am Samstag oder Mittwoch – eine Fahrt mit dem Nostalgiezug (restaurierte, historische Wagen unter Bespannung mit der Dampflokomotive BORKUMIII) angeboten. Im September 2019 kam die von der Bäderbahn Molli entliehene Dampflok 99 2331 zum Einsatz.
Die Kleinbahn hat 39 Beschäftigte (2013) und befördert jährlich einschließlich des Busverkehrs etwa eine Million Passagiere.

## Fahrzeugpark

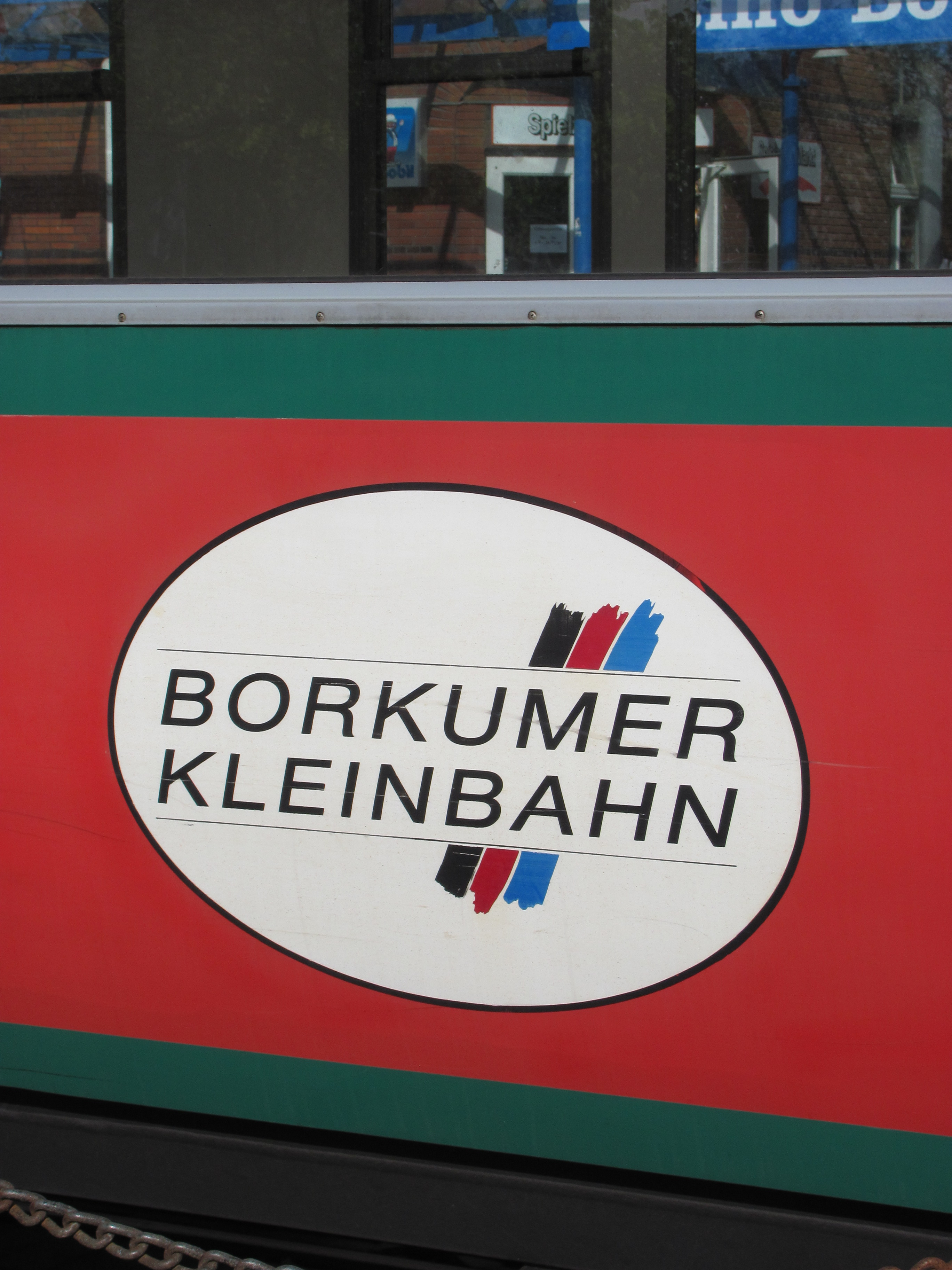

Im Rahmen eines langfristigen Investitionsprogramms wurde 1993/1994 der Fahrzeugpark erneuert. Bis dahin bremsten die Züge nur durch die Lok und eine Handbremse im Gepäckwagen. Die neuen Fahrzeuge werden über eine durchgehende Druckluftbremse gebremst.

### Lokomotiven
Die Hauptlast des Verkehrs tragen seitdem die 1993/1994 bei Schöma gebauten vier zweiachsigen Diesellokomotiven Hannover, Berlin und MünsterIII und die zur Einsparung des Lokwechsels an den Endbahnhöfen 2007 beschaffte gleichartige Lok Aurich. Alle drei Neubau-Diesellokomotiven fuhren von 1993 bis 2006 mit Biodiesel aus Rapsöl. Alle vier Lokomotiven sind rot lackiert, jede hat aber ein andersfarbiges Auspuffrohr: Jeweils unter den Reedereifarben Rot-Blau-Schwarz ist das Auspuffrohr bei „Hannover“ Rot, bei „Berlin“ Silber, bei „Münster“ Schwarz und bei „Aurich“ Blau.
Außerdem sind noch drei ältere Diesellokomotiven Leer (Baujahr 1935), MünsterII (Baujahr 1957) und Emden (Baujahr 1970) vorhanden. Die Lok Emden steht dabei in regelmäßigem Einsatz und zieht in der Hauptsaison zu den Spitzenzeiten einen Verstärkungszug.

### Reisezugwagen
→ Hauptartikel: Liste der Waggons der Borkumer Kleinbahn 

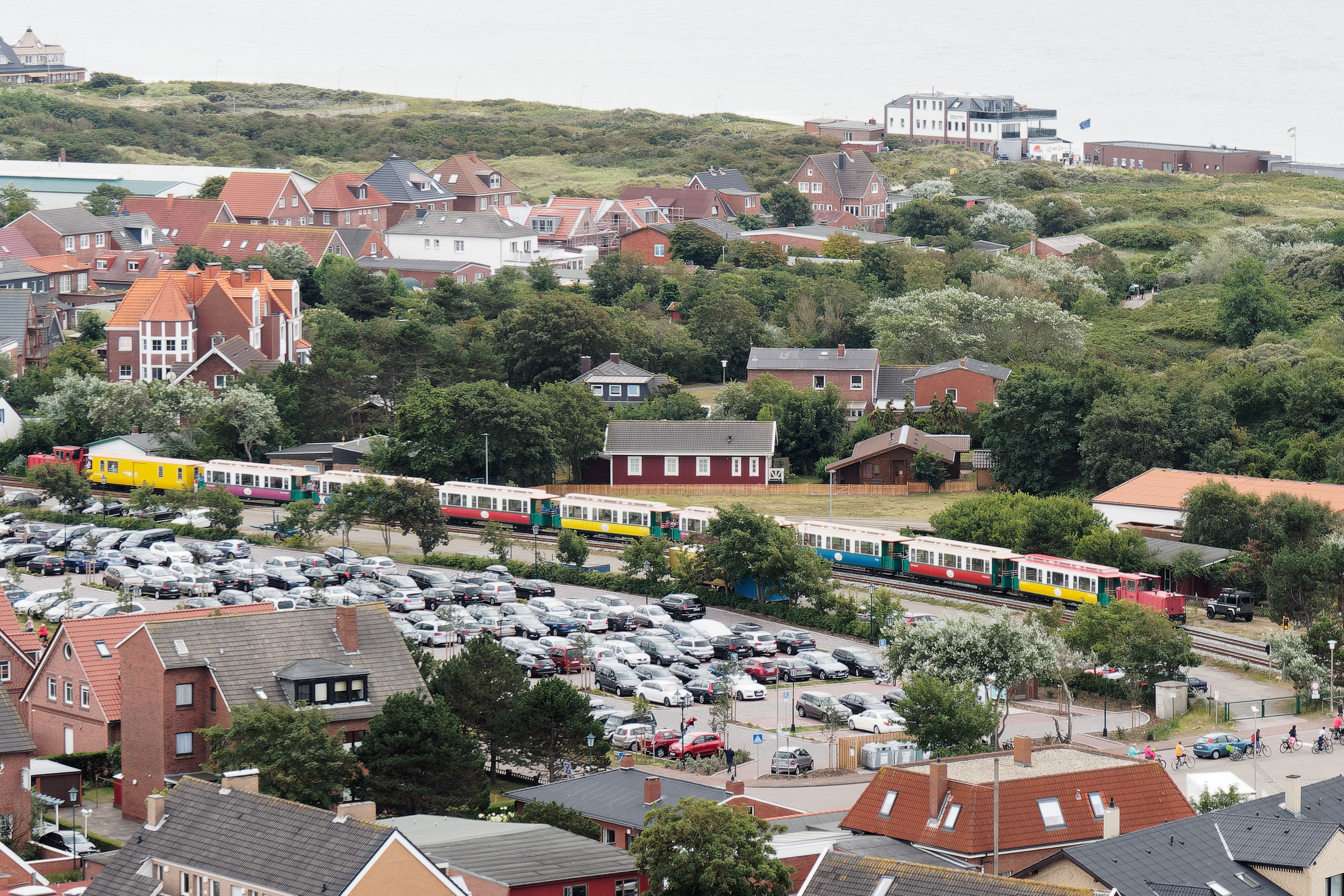
Zug auf der Fahrt zum Hafen

1993/1994 wurden zwei Wagengarnituren, bestehend aus je acht Reisezugwagen und einem Gepäckwagen mit Abteil und Zugangsmöglichkeit für Rollstuhlfahrer von Waggonbau Bautzen geliefert. Im äußeren Erscheinungsbild wurden sie den alten bis dahin auf Borkum verkehrenden Wagen der Bauart Weyer angeglichen. Die Züge sind abweichend von der bisherigen Kupplungsart mit einer Scharfenbergkupplung ausgerüstet. Die Wagen sind in unterschiedlichen Farben gestrichen. Diese unterschiedlichen Farben haben – bis auf die drei jeweils gelb lackierten Wagen, die in jedem Zug mitlaufen – keine Bedeutung. Die gelbe Farbe dagegen markiert Wagen mit Bremsen und eingebautem Zugschlusssignal. 2020 wurde ein weiterer Personenwagen als Nachbau in eigener Werkstatt gefertigt.
Neben diesen beiden Garnituren im Regelverkehr gibt es noch einen dritten Zug, der als Verstärkungszug in Spitzenzeiten verkehrt. Er besteht meist aus sieben der heute noch zehn erhaltenen vierachsigen Personenwagen der Baujahre 1908 bis 1928 (Hersteller waren Weyer, HAWA, Waggonfabrik Oldenburg) sowie den Altbau-Packwagen Nr. 39 oder 48.

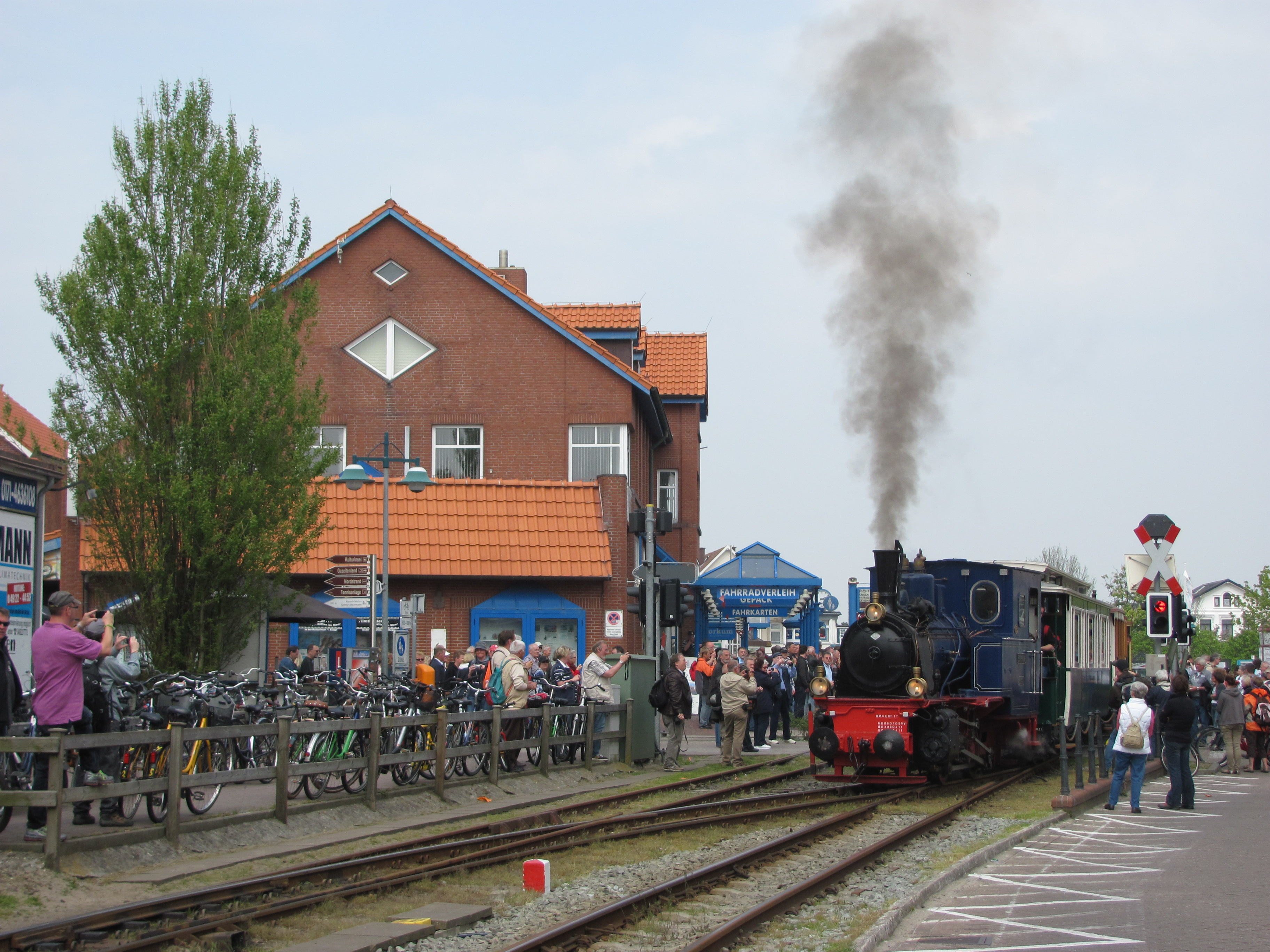
Ausfahrt des historischen Zuges mit Dampflok Borkum^{III} aus dem Bahnhof Borkum

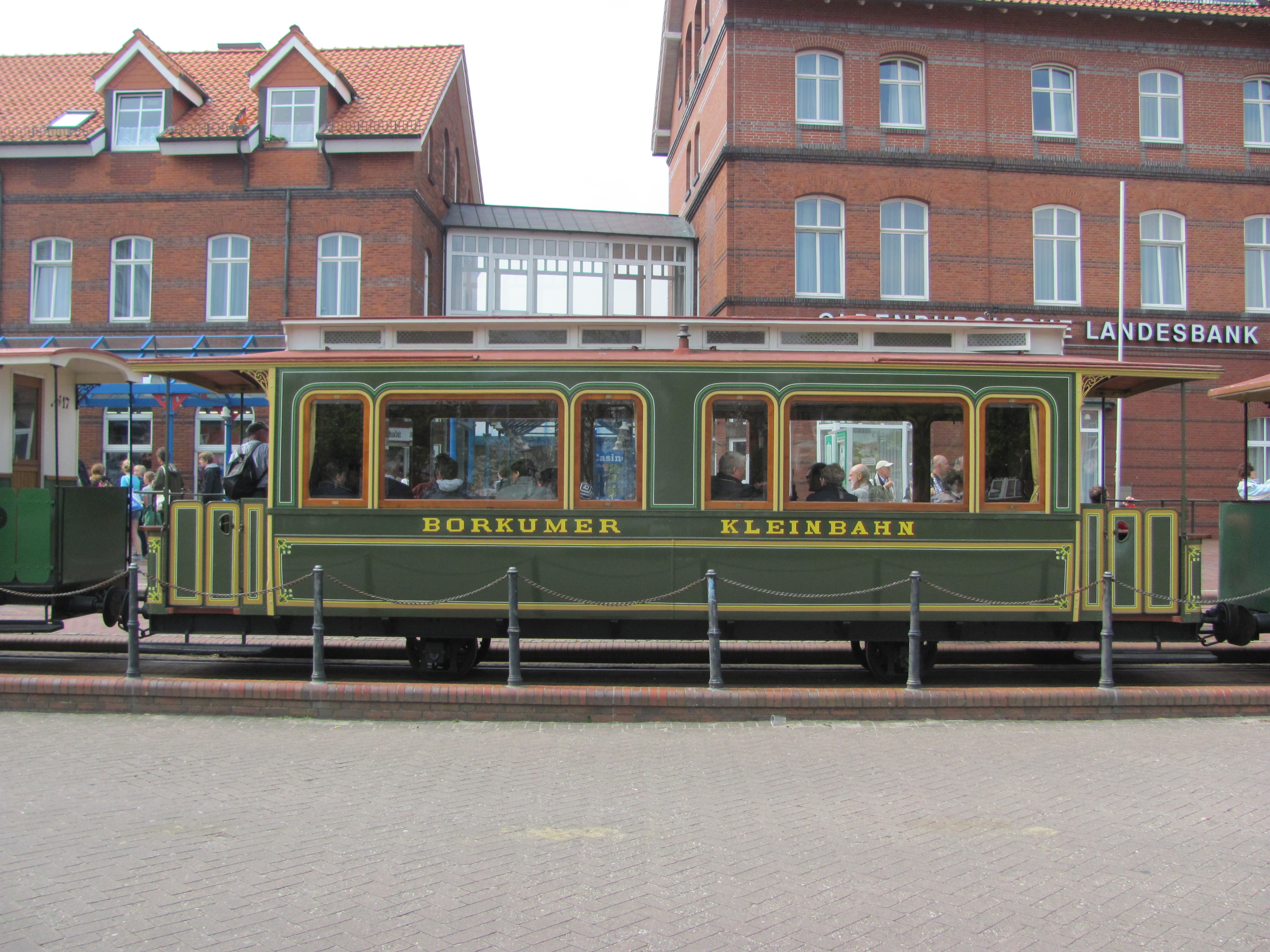
„Kaiserwagen“ der Borkumer Kleinbahn

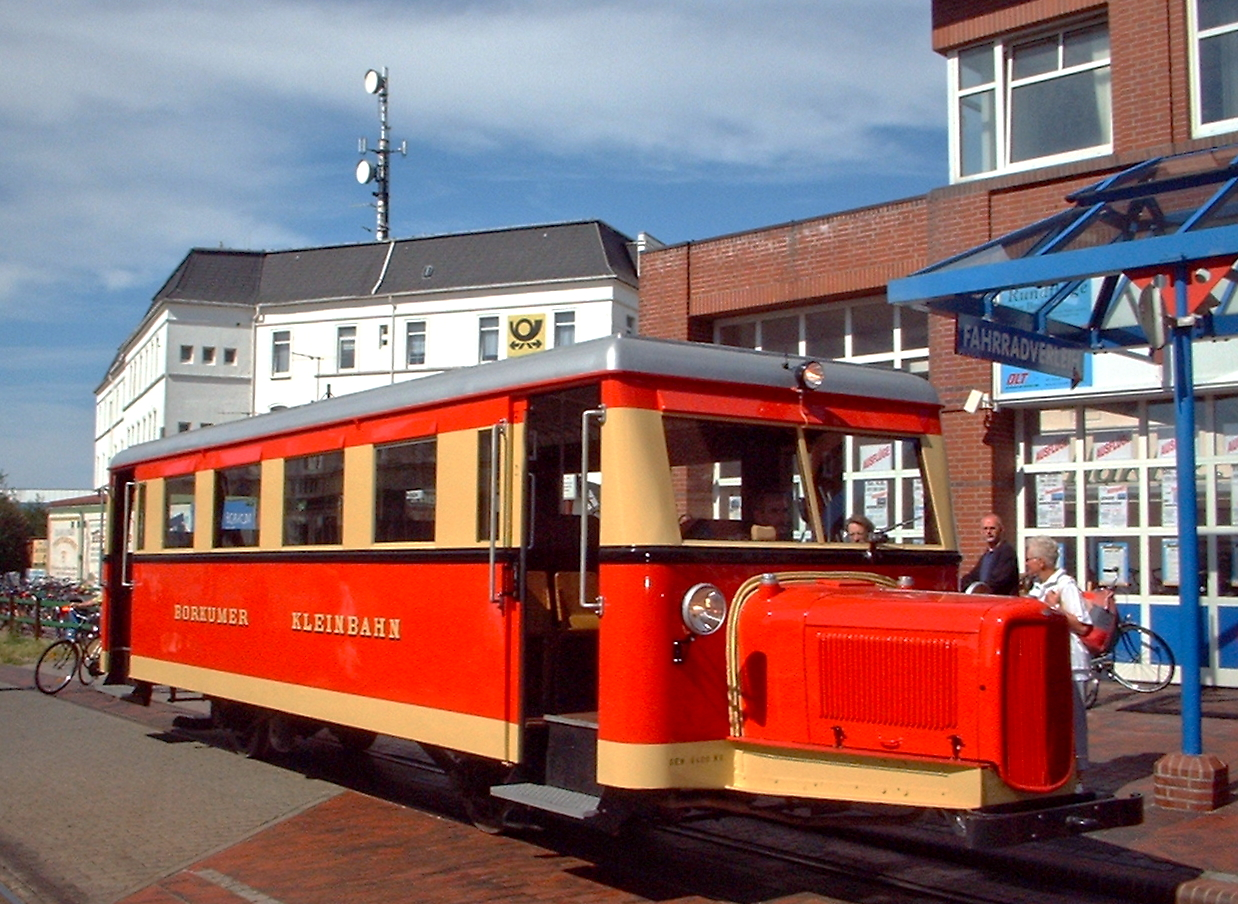
Der Wismarer Schienenbus T1 im Borkumer Bahnhof

### Historische Fahrzeuge
Der Nostalgiezug, aus den ältesten erhaltenen Wagen der BKB zusammengestellt, wird regelmäßig mit der zweiachsigen Dampflok BORKUMIII eingesetzt. Diese Dampflok hieß ursprünglich „Dollart“ (Baujahr 1942) und war bis 1962 im Einsatz. Von 1978 bis 1995 stand sie als Denkmal am Kurpark und ist nach umfangreicher Wiederaufarbeitung im Dampflokwerk Meiningen seit 1997 wieder betriebsfähig. Die erhaltenen historischen Wagen sind:
- Wagen 1, ein vierachsiger ehemaliger Marinebahnwagen
- Wagen 2, ein zweiachsiger ehemaliger Marinebahnwagen
- Wagen 17, ein zweiachsiger Personenwagen (Baujahr 1889), das älteste erhaltene Fahrzeug
- Wagen 18, ein vierachsiger Personenwagen (Baujahr 1925, Weyer), renoviert 2016[24]
- Wagen 38 (sog. „Kaiserwagen“, Baujahr 1905) ist ein zweiachsiger Salonwagen
- Wagen 42, der 2008 grundlegend renoviert und umgebaut wurde, insbesondere erhielt er Polsterbänke (normalerweise haben die Wagen der BKB nur „Holzklasse“)
- Wagen 45 wurde zum Bistrowagen umgebaut und erhielt dafür einen wageneigenen Generator und eine Theke

Schließlich gehört noch der Wismarer Schienenbus T1 (Baujahr 1940) zum Fahrzeugpark.

### Güterwagen
Der Bestand umfasst zwei gedeckte zweiachsige Güterwagen (33 und 55), zwei vierachsige Flachwagen (60 und 62) sowie einen zweiachsigen Flachwagen, der aus dem Packwagen 9 hervorging und 2007 „rückgebaut“ wurde. Alle diese Fahrzeuge haben die traditionelle Borkumer Kupplung mit zwei Außenpuffern und mittigem Kupplungshaken und werden z. B. bei (Gleis-)Bauarbeiten eingesetzt. Ebenfalls im Bestand ist seit den Gleisbauarbeiten 2007 ein Trichterwagen, der von der Kerkerbachbahn übernommen wurde und für gelegentlich noch erforderliche Schottertransporte bereitgestellt ist.

## Betriebseinrichtungen

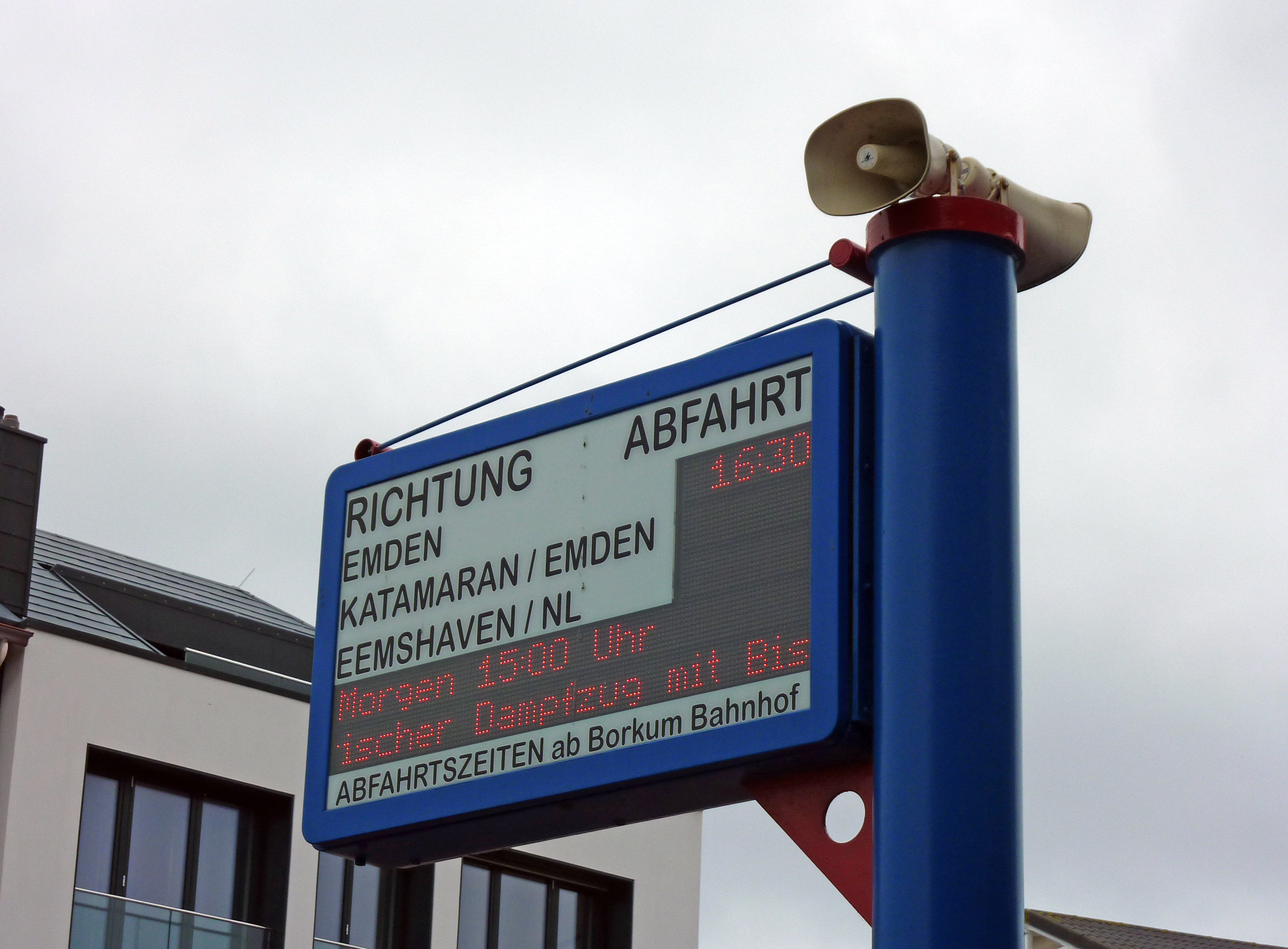
Anzeigetafel am Bahnhof im Zentrum von Borkum

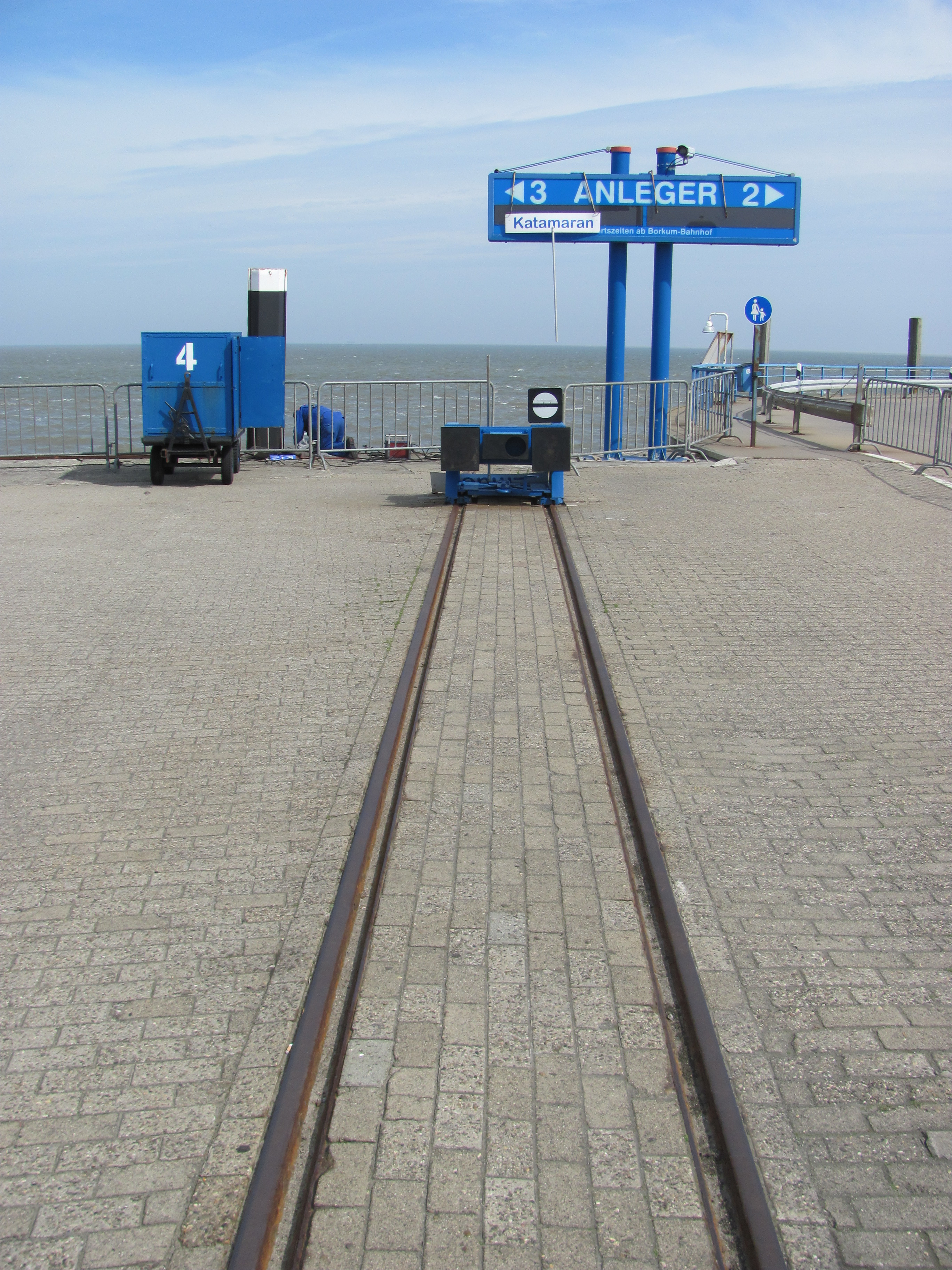
Streckenende am Hafen

### Werkstatt/Lokschuppen
Am südlichen Bahnhofskopf des Bahnhofs Borkum (Stadtbahnhof) befinden sich bei Einfahrt aus Richtung Süden links die dreigleisige Werkstatt und der dreigleisige Lokschuppen der BKB. In der Werkstatt werden sämtliche Fahrzeuge der Kleinbahn gewartet und aufgearbeitet.

### Wagenhalle
Direkt hinter Werkstatt und Lokschuppen folgt (getrennt durch eine Straße) die viergleisige Wagenhalle der BKB, mit einem kurzen Freiluft-Abstellgleis daneben. Ihre Ein- und Ausfahrt befindet sich aber im Gegensatz zur Werkstatt bzw. zum Lokschuppen in Richtung Süden. Die Fahrt zwischen Lokschuppen und Fahrzeughalle ist nur mit zweimaligem Richtungswechsel und Nutzung des Streckengleises möglich.